# Hylleholt Sogn
Hylleholt Sogn 
ist eine Kirchspielsgemeinde (dän.: Sogn)
auf der Insel Sjælland im südlichen Dänemark. Sie entstand am 1. Januar 1880 durch Abspaltung aus dem Faxe Sogn.
Bis 1970 gehörte sie zur Harde Fakse Herred im damaligen Præstø Amt, danach zur Fakse Kommune im Storstrøms Amt, die im Zuge der  Kommunalreform zum 1. Januar 2007 in der Faxe Kommune in der Region Sjælland aufgegangen ist.

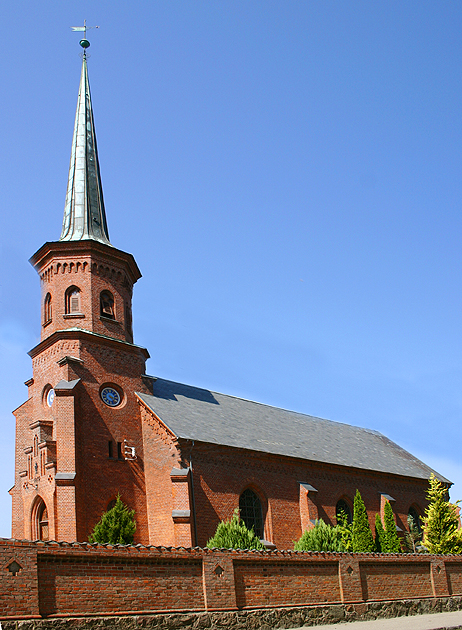
Hylleholt Kirke

Im Kirchspiel leben 3190 Einwohner, davon 2487 im Kirchdorf Faxe Ladeplads (Stand: 1. Januar 2023).
Im Kirchspiel liegt die Kirche „Hylleholt Kirke“.
Nachbargemeinden sind im Südwesten Roholte Sogn, im Nordwesten Faxe Sogn, im Norden Alslev Sogn, im Nordosten Spjellerup Sogn und im Osten Vemmetofte Sogn.